# Hatice Sultan (1870–1938)

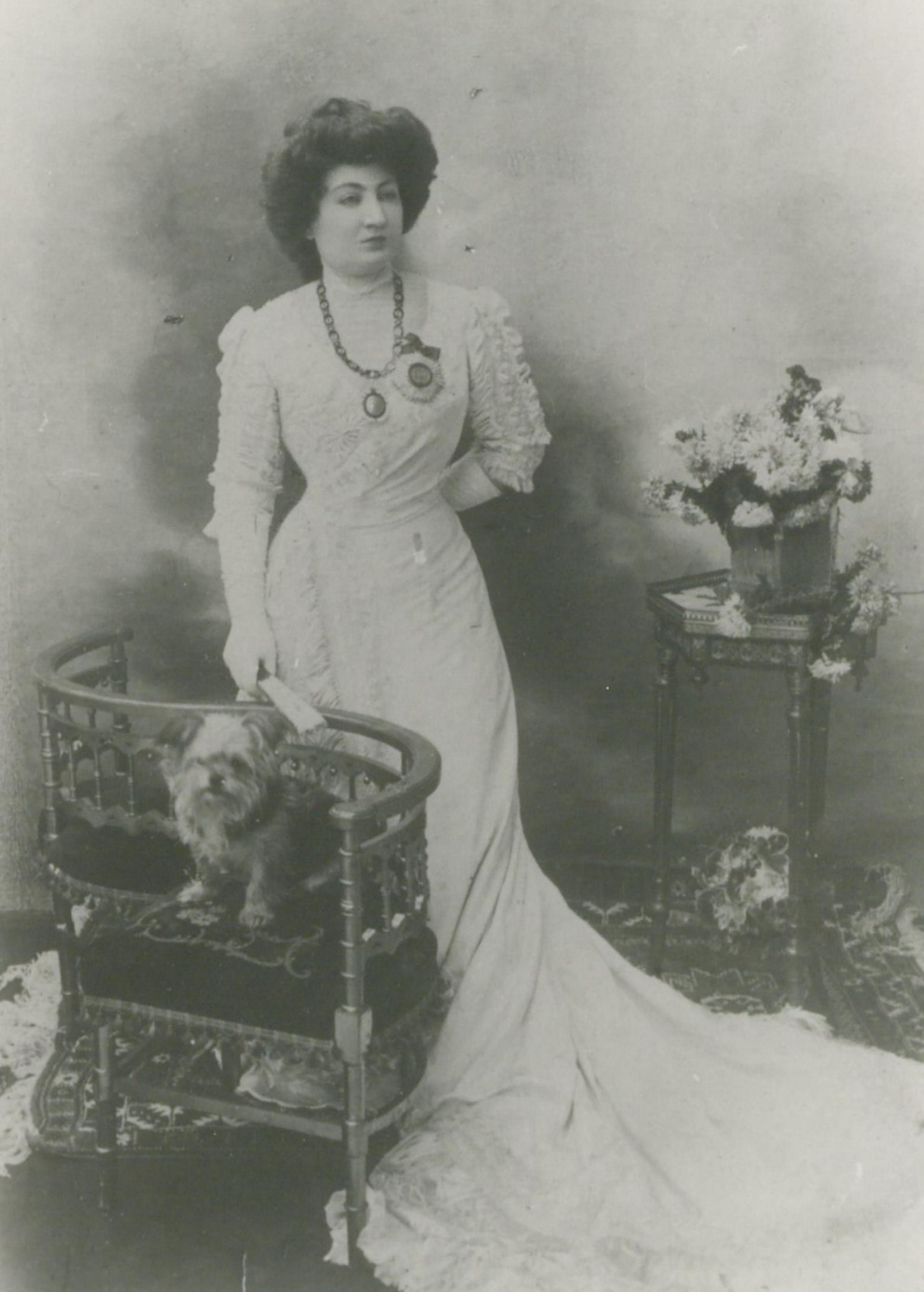
Hatice Sultan (um 1900)

Hatice Sultan (* 5. April 1870 in Istanbul; † 12. März 1938 in Beirut) war eine osmanische Prinzessin.

## Leben

### Herkunft und Kindheit
Hatice Sultan wurde 1870 als zweites Kind und älteste Tochter des osmanischen Sultans Murad V. und einziges Kind von dessen dritter Frau Şayan Kadın in Kurbağalıdere geboren. Sie wurde versteckt in der Villa erzogen, bis Murad den Thron bestieg.
Nach der Absetzung von Abdülaziz und Murads Thronbesteigung am 30. Mai 1876 zog die Familie in den Dolmabahçe-Palast. Nach drei Monaten Regierungszeit wurde Murad am 30. August 1876 wegen „psychischer Labilität“ abgesetzt und im Çırağan-Palast festgesetzt. Hatice und ihre Mutter folgten ihm in die Haft. Zum Zeitpunkt der Absetzung war Hatice Sultan sechs Jahre alt. Im Alter von zehn Jahren wird sie als fröhliches, hübsches und sensibles Mädchen beschrieben. Sie liebte Literatur und las viele französische Romane.

### Erste Ehe

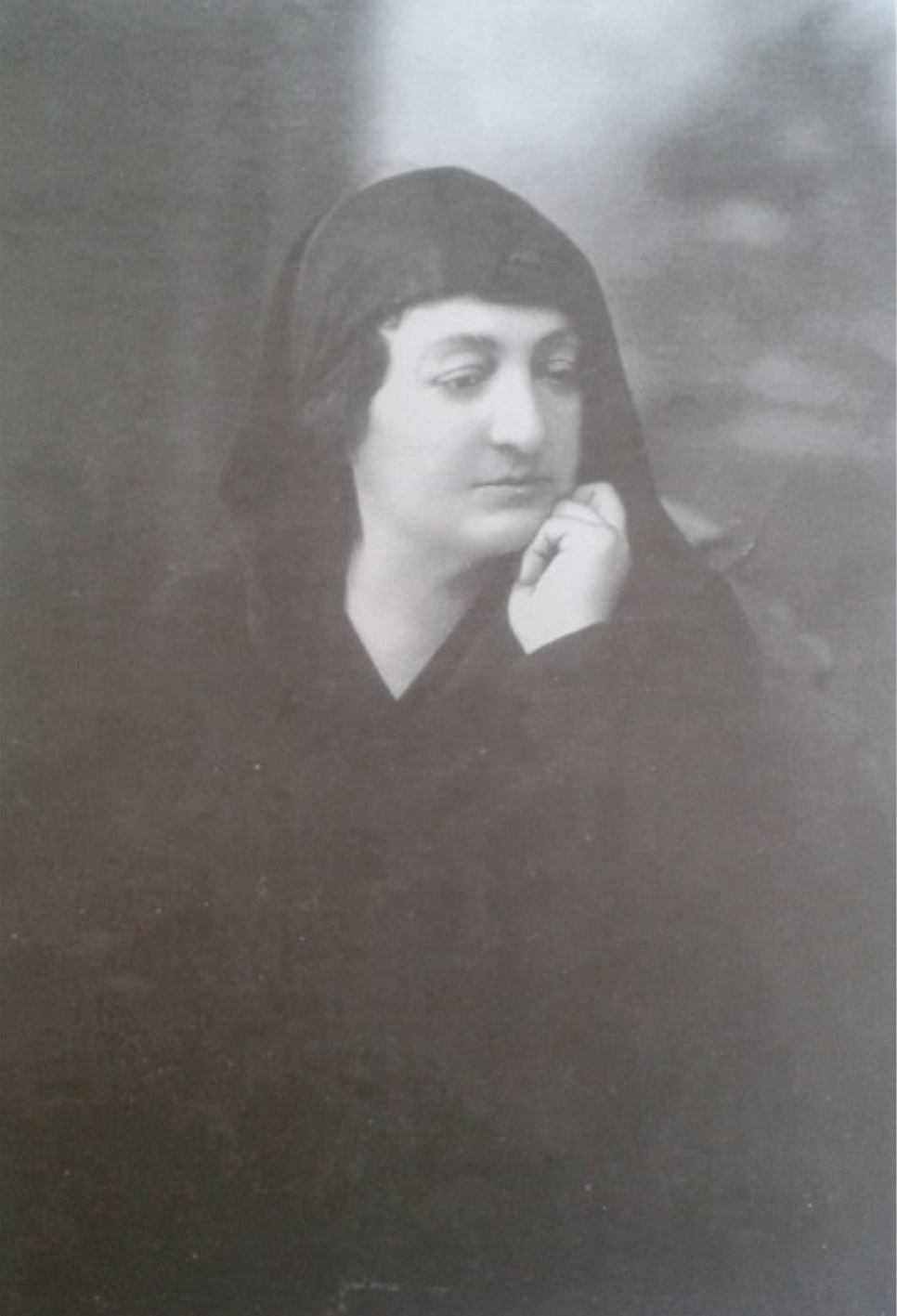
Hatice Sultan in Istanbul

Mit dem Erwachsenwerden soll sich Hatice nach einem Ehemann gesehnt haben. Dank ihrer Mutter wurde ihr Vater auf ihre Sehnsucht aufmerksam und wandte sich an Sultan Abdülhamid II., der es als seine Pflicht ansah, Ehemänner für sie und ihre Schwester zu finden. Seine Bedingung war aber, dass die jungen Frauen nach einer Heirat nicht an den Hof zurückkehren dürften. Beide zogen es vor, den Çırağan-Palast zu verlassen und zu heiraten. Abdülhamid ließ die beiden Prinzessinnen vorübergehend im Yıldız-Palast unterbringen, eine der Sultansvillen in Ortaköy sanieren und eine weitere neu erbauen. Der Sultan entschied, Hatice mit Kabasakal Çerkes Mehmed Pascha, dem Witwer von Naile Sultan, einer Tochter von Abdülmecid I., zu verheiraten, doch die Heirat kam nicht zustande.
Im Jahr 1901 arrangierte Abdülhamid für Hatice eine Ehe mit einem der Diener ihres Vaters, dem man den Ehrentitel Ali Vasıf Pascha verlieh. Die Hochzeit fand am 12. September 1901 im Yıldız-Palast statt. Das junge Paar bekam einen der beiden Paläste in Ortaköy als Residenz. Die Ehe blieb kinderlos.
Abdülhamids Lieblingstochter Naime Sultan lebte in einer angrenzenden Villa. Hatice Sultan begann bald eine Affäre mit Naimes Ehemann Mehmed Kemaleddin Pascha. Laut Hatices Schwester Filizten Hanım soll sie nach drei Monaten Anfang 1904 beschlossen haben, Naime Sultan vergiften zu lassen, damit sie den Liebhaber heiraten könnte. Die Affäre entpuppte sich jedoch als Rache Hatices an Sultan Abdülhamid II., der ihren Vater jahrelang im Çırağan-Palast eingesperrt hatte, sie jahrelang unverheiratet gelassen hatte und schließlich mit einem Mann verheiratet hatte, den sie nicht liebte. Semih Mümtaz, dessen Vater der Gouverneur von Bursa war und der Kemaleddin Pascha in seinem Exil bewachen musste, behauptete, dass die Affäre zwischen Hatice Sultan und Kemaleddin Pascha nur aus dem Austausch von Liebesbriefen bestand, welche die beiden Verliebten über die Gartenmauer geworfen hatten. Er erzählte, Hatice Sultan habe die Briefe des Paschas dann an Abdülhamid weitergeleitet, um die Ehe der Lieblingstochter des Sultans zu ruinieren. Tatsächlich berichtete auch die westliche Presse, dass der Schwiegersohn des Sultans und Hatice Sultan heimlich Liebesbriefe ausgetauscht hätten.
Der Skandal verärgerte Abdülhamid. Zuerst zwang er Naime Sultan zur Scheidung von ihrem Ehemann. Dann beraubte er Kemaleddin Pascha aller seiner militärischen Ehren und verbannte ihn nach Bursa. Hatices Vater Murad war Diabetiker und als er von der Affäre hörte, wurde er so krank, dass er wenig später starb. Hatice und ihr Mann ließen sich bald darauf scheiden. Der Sultan vergab ihr und ließ sie in den Yıldız-Palast zurückkehren.

### Zweite Ehe
Am 11. Mai 1909 heiratete Hatice Rauf Hayreddin Bey (1871–1936). Das Paar bekam drei Kinder: Sultanzade Osman Bey (1910–1911), Sultanzade Hayri Bey (1912–ca. 1951), und Selma Hanımsultan (1914–1941). Das Paar ließ sich 1918 scheiden.

### Exil und Tod

Grab der Hatice Sultan im Garten der Sultan-Selim-Moschee in Damaskus

Nach der Gründung der Republik Türkei und der Ausweisung der kaiserlichen Familie im März 1924 ließ sich Hatice Sultan mit ihren beiden Kindern in Beirut nieder. Die kleine Familie lebte von den Unterhaltszahlungen von Rauf Bey. Als der jedoch wegen Schmuggels verhaftet wurde, war die Familie mittellos. Unter diesen Umständen musste Hatice möglichst rasch einen Ehemann für ihre Tochter finden. Sie heiratete 1937 in Indien Syed Sajid Husain Ali, den Raja von Kotwara, der auch für Hatice sorgte.
Hatice Sultan erlitt einen Schlaganfall und starb wohl am 12. März 1938 im Alter von 67 Jahren. Man bestattete sie in der Sultan-Selim-Moschee in Damaskus.

## Auszeichnungen
- Hanedan-ı Âli Osman Nişanı (Orden des Hauses Osman)[38]
- Nişan-ı Şefkat, 1. Klasse[39]

## Rezeption
Im Film The Sultan's Women aus dem Jahr 2012 spielte Melike Günal Kurtulmuş die Rolle der Hatice Sultan. In der Fernsehserie Payitaht Abdülhamid (2017) wurde Hatice Sultan von der türkischen Schauspielerin Gözde Kaya dargestellt. Außerdem ist Hatice Sultan ein Charakter in Ayşe Osmanoğlus Historienroman The Gilded Cage on the Bosphorus (2020).